# سیارک ۲۳۹۲۰۰
سیارک ۲۳۹۲۰۰ (به انگلیسی: 239200 Luoyang، نامگذاری:2006MD13)۲۳۹۲۰۰مین سیارک کشف شده است که در ۲۳ ژوئن ۲۰۰۶ کشف شد.